# مورتن لوند (عازف جاز)
مورتن لوند (بالدنماركية: Morten Lund)‏ هو عازف جاز دنماركي، ولد في 13 سبتمبر 1972 في فيبورغ في الدنمارك.

## وصلات خارجية
- الموقع الرسمي
- مورتن لوند على موقع ميوزك برينز (الإنجليزية)
- مورتن لوند على موقع أول ميوزيك (الإنجليزية)
- مورتن لوند على موقع ديسكوغز (الإنجليزية)